# Delio Fernández
Delio Fernández Cruz (Moaña, provincia de Pontevedra, 17 de febrero de 1986) es un ciclista español que fue profesional desde 2008 hasta abril de 2025.

## Trayectoria
En categorías inferiores destacó como ciclista de ciclocrós, llegando a participar en los mundiales de la especialidad.
En categoría sub-23 se pasó definitivamente al ciclismo en carretera obteniendo algunos puestos de mérito que le valieron para dar el salto al profesionalismo de la mano del Xacobeo Galicia, en 2008.
Desde su debut se ha desempeñado como gregario y ha tenido opción de participar en las carreras más importantes que disputaba su equipo.
En 2010, tras la desaparición del Xacobeo Galicia, fue de los pocos componentes de la plantilla que pudo mantenerse en categoría amateur, en las filas del equipo luso Onda, equipo donde permaneció hasta 2012 siendo uno de los ciclistas más destacados de la formación.
El 2 de abril de 2025 anunció su retirada después de dieciocho años como profesional.

## Palmarés
2013
- 1 etapa de la Vuelta a Portugal
- Gran Premio Liberty Seguros

2014
- Trofeo Joaquim Agostinho

2015
- 2 etapas de la Vuelta a Portugal

2017
- Vuelta a Austria

2023
- 1 etapa de la Vuelta a Portugal

## Resultados en Grandes Vueltas
| Carrera | Carrera         | 2008 | 2009  | 2010 | 2011 | 2012 | 2013 | 2014 | 2015 | 2016 | 2017 | 2018 | 2019 | 2020 | 2021 | 2022 | 2023 | 2024 |
| ------- | --------------- | ---- | ----- | ---- | ---- | ---- | ---- | ---- | ---- | ---- | ---- | ---- | ---- | ---- | ---- | ---- | ---- | ---- |
|         | Giro de Italia  | —    | 124.º | —    | —    | —    | —    | —    | —    | —    | —    | —    | —    | —    | —    | —    | —    | —    |
|         | Tour de Francia | —    | —     | —    | —    | —    | —    | —    | —    | —    | —    | —    | —    | —    | —    | —    | —    | —    |
|         | Vuelta a España | —    | —     | 60.º | —    | —    | —    | —    | —    | —    | —    | —    | —    | —    | —    | —    | —    | —    |

—: no participa
Ab.: abandono

## Equipos
- Xacobeo Galicia (2008-2010)
- Radio Popular-Onda (2011-2012)
- Quinta da Lixa (2013-2015)
  - OFM-Quinta da Lixa (2013-2014)
  - W52-Quinta da Lixa (2015)
- Delko[2] (2016-2021)
  - Delko Marseille Provence KTM (2016-2018)
  - Delko Marseille Provence (2019)
  - NIPPO DELKO One Provence (2020)
  - Team Delko (2021)
- Tavira (2022-2025)[3]
  - Atum General-Tavira-Maria Nova Hotel (2022)
  - APHotels and Resorts-Tavira (2023)
  - APHotels & Resorts-Tavira-SC Farense (2024-2025)